# لي سو كيونغ (ممثلة مواليد 1982)
لي سو كيونغ (بالكورية: 이수경)‏ هي ممثلة كورية جنوبية. ولدت يوم 13 مارس 1982 في سول في كوريا الجنوبية.

## روابط خارجية
- لي سو-كيونغ على موقع IMDb (الإنجليزية)
- لي سو-كيونغ على موقع قاعدة بيانات الفيلم (الإنجليزية)